# Episodi di Totally Spies! - Che magnifiche spie! (seconda stagione)

La seconda stagione della serie d'animazione Totally Spies! - Che magnifiche spie! è composta da 26 episodi. 
È andata in onda su TF1 in Francia e su Teletoon in Canada tra l'8 agosto 2003 e il 5 maggio 2004. In Italia la serie è stata trasmessa per la prima volta tra il 10 maggio e il 15 giugno 2004 sulla rete televisiva Italia 1.
| Nº | Titolo originale            | Titolo italiano                 | Prima TV originale | Prima TV Italia |
| -- | --------------------------- | ------------------------------- | ------------------ | --------------- |
| 1  | A Spy Is Born (Part 2)      | È nata una spia (seconda parte) | 8 agosto 2003      | 10 maggio 2004  |
| 2  | I Want My Mummy             | Chi scava... Scova!             | 13 agosto 2003     | 11 maggio 2004  |
| 3  | It's How You Play the Game  | Atleti truccati                 | 18 agosto 2003     | 12 maggio 2004  |
| 4  | The Yuck Factor             | Un tarlo in testa               | 15 agosto 2003     | 13 maggio 2004  |
| 5  | Evil Hair Salon             | Chiome preziose                 | 14 agosto 2003     | 14 maggio 2004  |
| 6  | Here Comes the Sun          | Sole cocente                    | 19 agosto 2003     | 17 maggio 2004  |
| 7  | Green with N.V.             | Profumo d'invidia               | 20 agosto 2003     | 18 maggio 2004  |
| 8  | Boy Bands Will Be Boy Bands | Il volto del successo           | 21 agosto 2003     | 19 maggio 2004  |
| 9  | I, Dude                     | Distruzione ad onde             | 22 agosto 2003     | 20 maggio 2004  |
| 10 | Mommies Dearest             | Sorprendenti mammine            | 25 agosto 2003     | 21 maggio 2004  |
| 11 | Zooney World                | Ipnosi infantile                | 26 agosto 2003     | 24 maggio 2004  |
| 12 | First Brat                  | Sequestro alla Casa Bianca      | 24 settembre 2003  | 25 maggio 2004  |
| 13 | W.O.W.                      | Sorellanza!                     | 19 aprile 2004     | 26 maggio 2004  |
| 14 | Stark Raving Mad            | Musica folle                    | 20 aprile 2004     | 27 maggio 2004  |
| 15 | Starstruck                  | Realtà televisiva               | 19 settembre 2004  | 28 maggio 2004  |
| 16 | Animal World                | Il mondo degli animali          | 22 aprile 2004     | 31 maggio 2004  |
| 17 | S.P.I                       | Spie rivali                     | 21 aprile 2004     | 1º giugno 2004  |
| 18 | Nature Nightmare            | Incubo naturale                 | 23 aprile 2004     | 3 giugno 2004   |
| 19 | Alex Quits                  | I dubbi di Alex                 | 26 aprile 2004     | 4 giugno 2004   |
| 20 | Totally Switched            | Scambio di ruoli                | 27 aprile 2004     | 7 giugno 2004   |
| 21 | Ski Trip                    | Pericolo ad alta quota          | 28 aprile 2004     | 8 giugno 2004   |
| 22 | The Elevator                | L'ascensore                     | 29 aprile 2004     | 9 giugno 2004   |
| 23 | Matchmaker                  | Il ragazzo ideale               | 30 aprile 2004     | 10 giugno 2004  |
| 24 | Brain Drain                 | Furto di cervelli               | 3 maggio 2004      | 11 giugno 2004  |
| 25 | Fashion Faux Pas            | Pericolo moda!                  | 4 maggio 2004      | 14 giugno 2004  |
| 26 | Toying Around               | Giochi bellicosi                | 5 maggio 2004      | 15 giugno 2004  |

È nata una spia: Il malvagio regista Lumière rapisce Alex e obbliga Clover e Sam a partecipare al suo nuovo e pericoloso film. Sam cerca di risolvere il mistero del suo "ammiratore segreto".
Chi scava scova: Le spie si recano in Egitto per indagare su degli strani episodi accaduti presso una piramide. Clover trova il prezioso anello di Mandy ma non sa se ridarglielo o no.
Atleti truccati: Una parrucchiera malvagia usa una "formula speciale" che fa crescere a dismisura i capelli dei clienti. Le ragazze organizzano una festa di compleanno a sorpresa per Jerry, a cui regalano una parrucca.
Un tarlo in testa: Un criminale si miniaturizza e s'intrufola nel corpo di Jerry, obbligandolo a compiere azioni malvagie. Alex deve dissezionare una rana per la lezione di scienze.
Chiome preziose: Quando la squadra di Zanzibar inizia a vincere un po' troppo alle Olimpiadi invernali, le ragazze vengono inviate a indagare. Tutte e tre si innamorano di David, un loro compagno di scuola.
Sole cocente: Un'ex reginetta di bellezza inventa uno strumento che intensifica le radiazioni solari scottando chi vuole abbronzarsi. Mandy e Clover gareggiano per essere la nuova modella di David.
Profumo d'invidia: Le ragazze sono coinvolte in una missione quando apprendono che una nuova acqua di colonia sta spingendo gli uomini a cercare il loro "vero amore", la designer di profumi Natalie Valentine. Anche Jerry è sotto i suoi effetti.
Il volto del successo: Le spie indagano sulla nuova band pop, i Teensicle, quando diversi membri della band iniziano a scomparire misteriosamente. Quando i membri della band riemergono apparentemente sani e salvi, le spie rilevano strani cambiamenti nelle loro personalità. Si scopre che un gruppo di vecchie pop star sta rubando i volti delle attuali pop stare per fare rivivere le carriere del passato.
Distruzione ad onde: Quando gli tsunami iniziano a spazzare via i luoghi turistici di tutto il mondo, la WOOPH invia le spie. Quello che scoprono è che gli tsunami sono fatti dall'uomo - una trama malvagia dell'ex surfista Frankie Dude per riportare le spiagge al loro stato naturale e "navigabilità" originale.
Sorprendenti mammine: Le spie decidono di portare le loro madri in una spa per festeggiare la festa della mamma. Una volta arrivate lì, le loro madri causano alle ragazze degli incidenti.
Ipnosi infantile: Quando i bambini del mondo iniziano a scomparire, le spie scoprono un sinistro programma televisivo. Il figlio del produttore del programma televisivo guida i bambini alla conquista del mondo degli adulti.
Sequestro alla Casa Bianca: Le ragazze dovranno fare da baby sitter alla figlia del Presidente, che viene rapita dalla sua ex baby Sitter, quest'ultima chiede di liberare suo marito di prigione. Jerry va a pesca con il Presidente e tenterà di aggiudicarsi un nuovo lavoro alla Casa Bianca, ma alla fine rifiuta il lavoro per tenere quello alla WOOPH.
Sorellanza: Ariel è il leader di W.O.W - "Women of Wrestling", una feroce truppa di wrestling composta da una razza di guerrieri antichi, mortali, alti e forti! Armato con l'"Amuleto della Sorellanza", che contiene una pietra molto antica e potente fin dai primi giorni del mondo, Ariel ha in programma di allargare il suo esercito di donne guerriere per conquistare il mondo.
Musica folle: Il signor Sebastian, acerrimo nemico delle spie, organizza dei sinistri rave in giro per Beverly Hills. Alex rompe uno specchio e si mette in testa che le porterà sfortuna.
Spie rivali: Una nuova agenzia di spie surclassa Sam, Alex e Clover nella risoluzione dei vari casi internazionali. Alex e Clover tentano di trovarsi un lavoro presso un'esclusiva boutique.
Il mondo degli animali: Un sinistro zoologo tenta di aumentare l'intelligenza degli animali. Clover ottiene un appuntamento con David, purtroppo lo stesso giorno del picnic del WOOHP.
Incubo naturale: Le spie indagano sulla scomparsa di una troupe cinematografica in un bosco. Per far colpo su un tipo che pratica sport estremi, Clover cerca di dimostrare di non essere schizzinosa.
I dubbi di Alex: Alex compromette numerose missioni e dubita delle proprie capacità. Alex lavora a un progetto in grado di fermare i cattivi ragazzi, salvare le amiche e far riacquistare sicurezza.
Scambio di ruoli: Le spie vanno in Inghilterra per indagare su dei cambiamenti di carattere in personaggi importanti. Clover si aggiudica un posto accanto a un famosa rubacuori in una pubblicità.
L'ascensore: Le spie indagano su un intruso che cerca di rubare informazioni preziose e crea un amuleto che scambia i ruoli delle persone. Clover invita le altre a un triplo appuntamento, dove rimangono colpite dai fratelli del ragazzo di Clover.
Pericolo ad alta quota: La settimana bianca è rovinata quando Mandy scopre di dover condividere la stanza con le altre. Ma verrà rapita per sbaglio dal Dr. Gelee e le ragazze dovranno salvare lei e la vacanza.
Il ragazzo ideale: Per il giorno di San Valentino, le ragazze della scuola cercano il ragazzo ideale attraverso un'agenzia di appuntamenti. Sam e Alex trovano il loro ragazzo ideale. Clover decide di fare lo "sciopero" dei ragazzi. Clover scopre che il ragazzo "ideale", lavora in una gioielleria, questo è stato lasciato un anno prima dalla sua amata e decide di vendicarsi con le ragazze.
Furto di cervelli: Sam riesce a partecipare a un nuovo programma televisivo, ma inizierà a perdere la memoria. Alex e Clover scoprono che il programma televisivo ruba l'intelligenza dai suoi concorrenti. A scuola Sam diventa tutor di un bel ragazzo, Zack.
Pericolo moda: La stilista Helga Von Guggen esce di prigione e crea una nuova linea di abbigliamento che va subito a ruba nei negozi. Questi capi una volta indossati iniziano a stringere ed è possibile toglierli solo con il vapore. Nel centro commerciale Sam incontra un indovino, Tiresias, e chiede a lui domande sul suo futuro.
Giochi bellicosi: Un produttore di giocattoli high-tech usa microchip militari per renderli più realistici. Il ragazzo-giocattolo di Clover soddisfa ogni suo capriccio.
Realtà televisiva: Una delle star televisive delle ragazze sparisce. Clover si trova un agente per farsi lanciare come attrice.